# 24-та зенітна ракетна бригада (РФ)
24-а зенітна ракетна бригада (рос. 24-я мобильная зенитная ракетная бригада) — мобільна зенітна бригада в складі зенітно-ракетних військ РФ. Оснащена ЗРК С-300ПС, С-350, базується в місті Абакан, Хакасія.
Бригада (в/ч 79222) створена 1 грудня 2016 на базі колишнього 170-го зенітно-ракетного полку (в/ч 44360). Входить до складу 41-ї дивізії ППО 14-ї армії ВПС і ППО.